# خرگوش یارکند
خرگوش یارکند (نام علمی: Lepus yarkandensis) یک گونه پستاندار از تیرهٔ خرگوشان (Leporidae) است.  دارای خز پشتی نرم، صاف و قهوه‌ای شنی است که دارای نوارهای سیاه مایل به خاکستری و شکمی کاملاً سفید است. خرگوش یارکند که بومی چین است، محدود به حوضه تاریم در جنوب سین کیانگ، چین است. عمدتاً شبگرد است و روی علف و محصولات علوفه می‌جوید. ماده سالانه دو یا سه دسته‌توله تولید می‌کند که هر کدام از دو تا پنج بچه تشکیل می‌شود. در فهرست سرخ اتحادیه بین‌المللی حفاظت از طبیعت از گونه‌های در حال انقراض و در فهرست سرخ مهره‌داران چین به عنوان نزدیک به تهدید رتبه‌بندی شده است. با این حال، متخصصان ژنتیک چینی اعلام کرده‌اند که این گونه به دلیل زیستگاه محدود و گسسته شدن آن، و شکار بی‌رویه و شکار غیرقانونی «در خطر انقراض» است.